# Polikrates z Efezu
Polikrates z Efezu (gr. Πολυκράτης Εφέσου; ur. ok. 130, zm. 196) – biskup Efezu w II w. w czasie, gdy przekazy o pobycie Jana Apostoła w mieście były jeszcze świeże. Był znany biskupowi Smyrny Polikarpowi oraz Ireneuszowi. Najprawdopodobniej przewodniczył synodowi biskupów Azji mniejszej w  roku 196, poświęconemu celebracji Wielkanocy.
Polikrates toczył spór z biskupem Rzymu Wiktorem na temat sposobu świętowania Wielkanocy. Kościół w Efezie, podobnie jak kościoły w Azji mniejszej, np. w Sardes (por. Homilia paschalna biskupa Melitona), kontynuował tradycję nadaną przez św. Jana Ewangelistę celebrowania świąt paschalnych w ten sam dzień co Pesach Żydów, czyli 14 dnia miesiąca nisan. Akcentowano śmierć Chrystusa. Rzym opowiedział się za tradycją aleksandryjską świętowania w niedzielę po passze żydowskiej, akcentując bardziej Zmartwychwstanie. Spór załagodził Ireneusz z Lyonu, uczeń Polikarpa.